# Kanton Saint-Geniez-d’Olt
Der Kanton Saint-Geniez-d’Olt war bis 2015 ein französischer Wahlkreis im Département Aveyron und in der Region Midi-Pyrénées. Er umfasste sechs Gemeinden im Arrondissement Rodez; sein Hauptort (frz.: chef-lieu) war Saint-Geniez-d’Olt. Die landesweiten Änderungen in der Zusammensetzung der Kantone brachten im März 2015 seine Auflösung. Vertreter im conseil général des Départements war zuletzt von 1994 bis 2015 Jean-Claude Luche (zunächst UMP, dann UDI).

## Gemeinden
| Gemeinde             | Einwohner Jahr | Fläche km² | Bevölkerungsdichte | Code INSEE | Postleitzahl |
| -------------------- | -------------- | ---------- | ------------------ | ---------- | ------------ |
| Aurelle-Verlac       | 163 (2013)     | 54,68      | 3 Einw./km²        | 12014      | 12130        |
| Pierrefiche          | 268 (2013)     | 17,1       | 16 Einw./km²       | 12182      | 12130        |
| Pomayrols            | 130 (2013)     | 23,1       | 6 Einw./km²        | 12184      | 12130        |
| Prades-d’Aubrac      | 426 (2013)     | 46,64      | 9 Einw./km²        | 12187      | 12470        |
| Sainte-Eulalie-d’Olt | 371 (2013)     | 17,48      | 21 Einw./km²       | 12219      | 12130        |
| Saint-Geniez-d’Olt   | 1.976 (2013)   | 35,49      | 56 Einw./km²       | 12224      | 12130        |